# Aspacures II
Aspacures II (em latim: Aspacures; em georgiano: ვარაზ-ბაკურ; romaniz.: Varaz-Bakur) foi um príncipe da dinastia cosroida que tornar-se-ia rei (mefe) do Reino da Ibéria de ca. 363 a 365. Era o segundo filho de Meribanes III e sua esposa Nana.

## Nome
Aspacures é a forma latina registrada por Amiano Marcelino (XXVII.12.16) do georgiano Varaz-Bacur (ვარაზ-ბაკურ, Varaz-Bakur). Varaz derivou do persa médio e parta Varaz (Warāz), que por sua vez derivou do avéstico Varaza (Warāza, "javali selvagem"). Foi registrado em latim como Varazes, em armênio como Varaz (Վարազ), em grego como Barazes (Βαράζης, Barázēs), Uarazes (Ουαράζης, Ouarázēs) e Guraz (Γουραζ, Gouraz). Por sua vez, Bacur derivou do iraniano médio Pacur (Pakur), que por sua vez derivou do iraniano antigo Baguepur (bag-puhr), "filho de um deus". Foi citado em latim e grego como Pácoro (Pacorus; Πάκορος, Πακώρος, Παχορος, Pákoros, Pakṓros, Pachoros), Pacores (Πακορης, Pakorēs), Pácuro (Πάκουρος, Pákouros), Pacúrio (Pacurius; Πακούριος, Pakoúrios) ou Bacúrio (Bacurius; Βακούριος, Bakoúrios), em armênio (Բակուր) como Bacur (Bakur), em siríaco como Pacor (ܦܩܘܪ, Paqor), em gandari como Pacura (𐨤𐨐𐨂𐨪) e em aramaico como Pacur (𐡐𐡊𐡅𐡓𐡉, pkwry).

## Vida
Aspacures era o filho mais novo de Meribanes III (r. 284–361) e sua esposa Nana e irmão de Reve II (r. 345–361). De acordo com Amiano Marcelino, no rescaldo da Paz de Nísibis de 363 assinada entre o Império Romano e o Império Sassânida, Aspacures foi feito rei da Ibéria pelo xainxá Sapor II (r. 309–379) após a derrubada de seu sobrinho Sauromaces II (r. 361–363). Sua descrição como "homem ímpio e odiador da fé" pelo cronista georgiano Leôncio de Ruissi é significativa a esse respeito, pois implicava suas simpatias religiosas do zoroastrismo e conotava sua orientação política pró-iraniana. Morreu em 365 e foi sucedido por seu filho Mitrídates III (r. 365–380).